# Gian Francesco Biondi
Pour les articles homonymes, voir Biondi.
Gian Francesco Biondi (né à Lesina, île de la Dalmatie, en 1572 et mort à Aubonne en 1644) est un diplomate, historien et écrivain italien.

## Biographie
Né à Lesina, île de la Dalmatie, en 1572. Sir Henry Wotton, ambassadeur d’Angleterre à Venise, le fit connaître au roi Jacques Ier, qui le chargea d’une mission secrète auprès du duc de Savoie. Dans la suite, ce prince le nomma gentilhomme de la Chambre, et le fit chevalier. Son Histoire des guerres civiles entre les maisons d’York et de Lancastre, écrite en italien, et traduite en anglais par Henry Carey, comte de Monmouth, lui acquit beaucoup de réputation. Les Anglais lui reprochent toutefois d’avoir fréquemment défiguré les noms propres. Cet ouvrage, en 3 vol. in-4°, fut imprimé à Venise en 1637, et en 1647 à Bologne. La traduction anglaise parut à Londres en 1724, in-fol. Les troubles de l’Angleterre empêchèrent Biondi d’en publier la suite, comme il se le proposait. Il a écrit en italien quelques romans, l’un desquels (Eromène) a été traduit en français par d’Audiguier, 1633, 3 vol. in-8°. Il se retira dans le canton de Berne, et mourut à Aubonne, en 1644.